# Nobby Stiles
Norbert Peter "Nobby" Stiles, MBE (Collyhurst, 18 de maio de 1942 – 30 de outubro de 2020) foi um futebolista britânico.

## Carreira
Stiles atuou no Manchester United entre 1959 e 1971, vencendo dois campeonatos nacionais em 1965 e 1967, além da Taça dos Clubes Campeões Europeus de 1967–68.
Também jogou pela Inglaterra na Copa do Mundo FIFA de 1966, com a qual conquistou o título, tendo um papel decisivo na semifinal contra Portugal a anular o Eusébio, principal jogador da equipe adversária.

## Pós carreira e morte
Stiles foi introduzido à lista da Football League 100 Legends em 1998 e ao Hall da Fama do Futebol Inglês em 2007. Morreu em 30 de outubro de 2020, aos 78 anos, após anos de tratamento contra demência e câncer de próstata.

## Títulos
Manchester United
- Football League First Division: 1964–65, 1966–67
- Supercopa da Inglaterra: 1965, 1967
- Liga dos Campeões da UEFA: 1967–68

Seleção Inglesa
- Copa do Mundo FIFA: 1966

### Prêmios individuais
- Football League 100 Legends: 1998
- Hall da Fama do Futebol Inglês: 2007